# Свердловська залізниця
Свердловська залізниця — розташована на території Середнього та Північного Уралу, Західного Сибіру й Удмуртії. Залізниця забезпечує проїзд потягів з центральних і з північно-західних районів Європейської частини Росії в Сибір, в Казахстан, на Далекий Схід. Управління залізниці в Єкатеринбурзі.
Залізниця межує з Горьківською, Південно-Уральською, Західно-Сибірською залізницями. Експлуатаційна довжина залізниці на 1990 становила 7147 км, з них електрифіковано 3653,5 км.
У регіоні Свердловської залізниці розвинута мережа дрібних гілок і під'їзних колій обслуговуючих гірничорудну, кам'яновугільну, деревообробну промисловість і будівельних матеріалів.
Основні вузлові станції залізниці: Єкатеринбург-Сортировочний, Каменськ-Уральський, Войновка, Змичка, Кузино, Чусовська, Єгоршино, Серов, Богданович, Перм-Сортировочний.
На залізниці діють 13 сортувальних станцій.

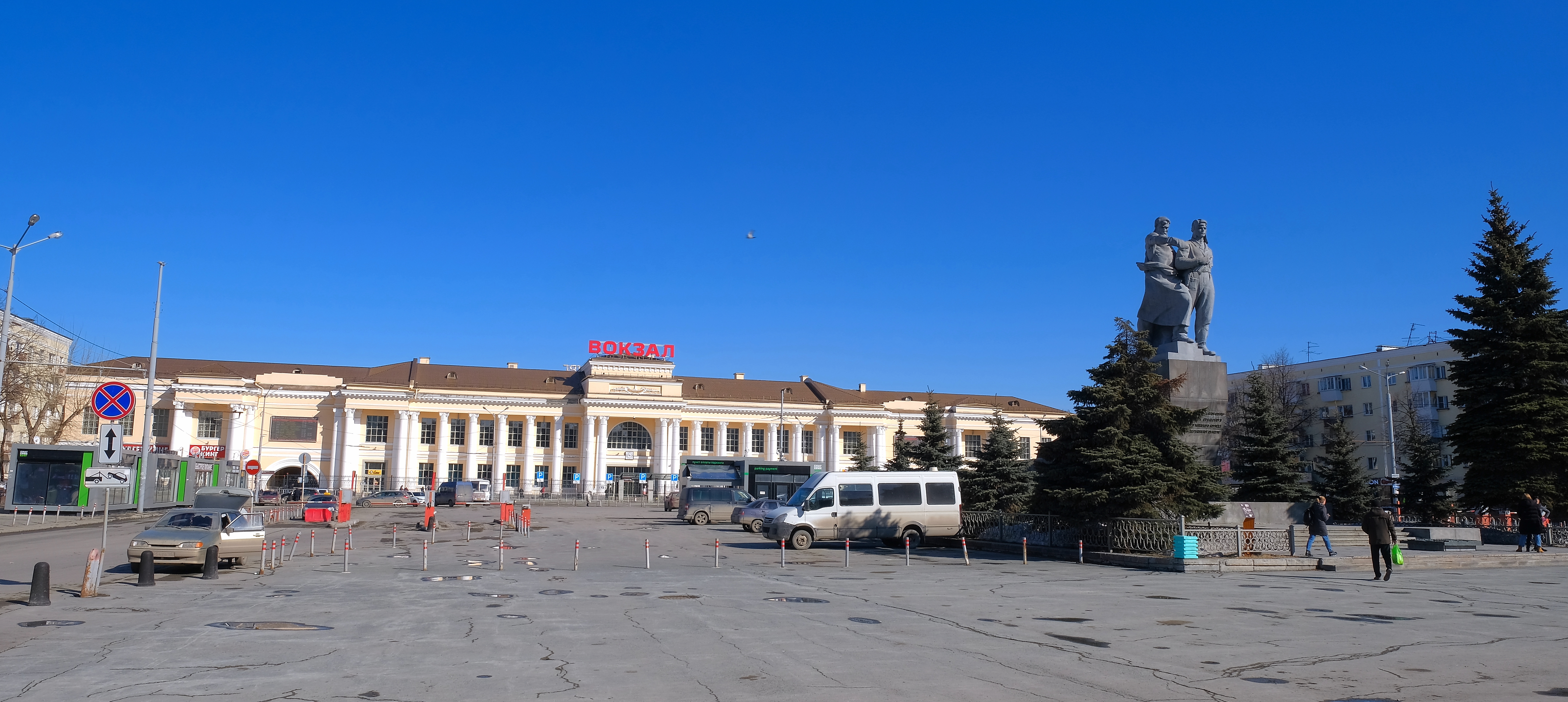
Привокзальний майдан

Перша залізниця, що входить наразі до Свердловської залізниці, була побудована від Пермі до Єкатеринбурга у період 1874 — 1878. Залізниця отримала назву Уральської гірничозаводської лінії. Нині залізниця є важливою ланкою Транссибірської магістралі.
Залізниця нагороджена орденом Леніна (1978), орденом Жовтневої Революції (1989).

## Підрозділи
- Єкатеринбурзький регіон
- Нижньотагільський регіон
- Пермський регіон
- Сургутський регіон
- Тюменський регіон

## Дивись також
- Мала Свердловська залізниця імені Н. А. Островського